# Leopold Gottlieb

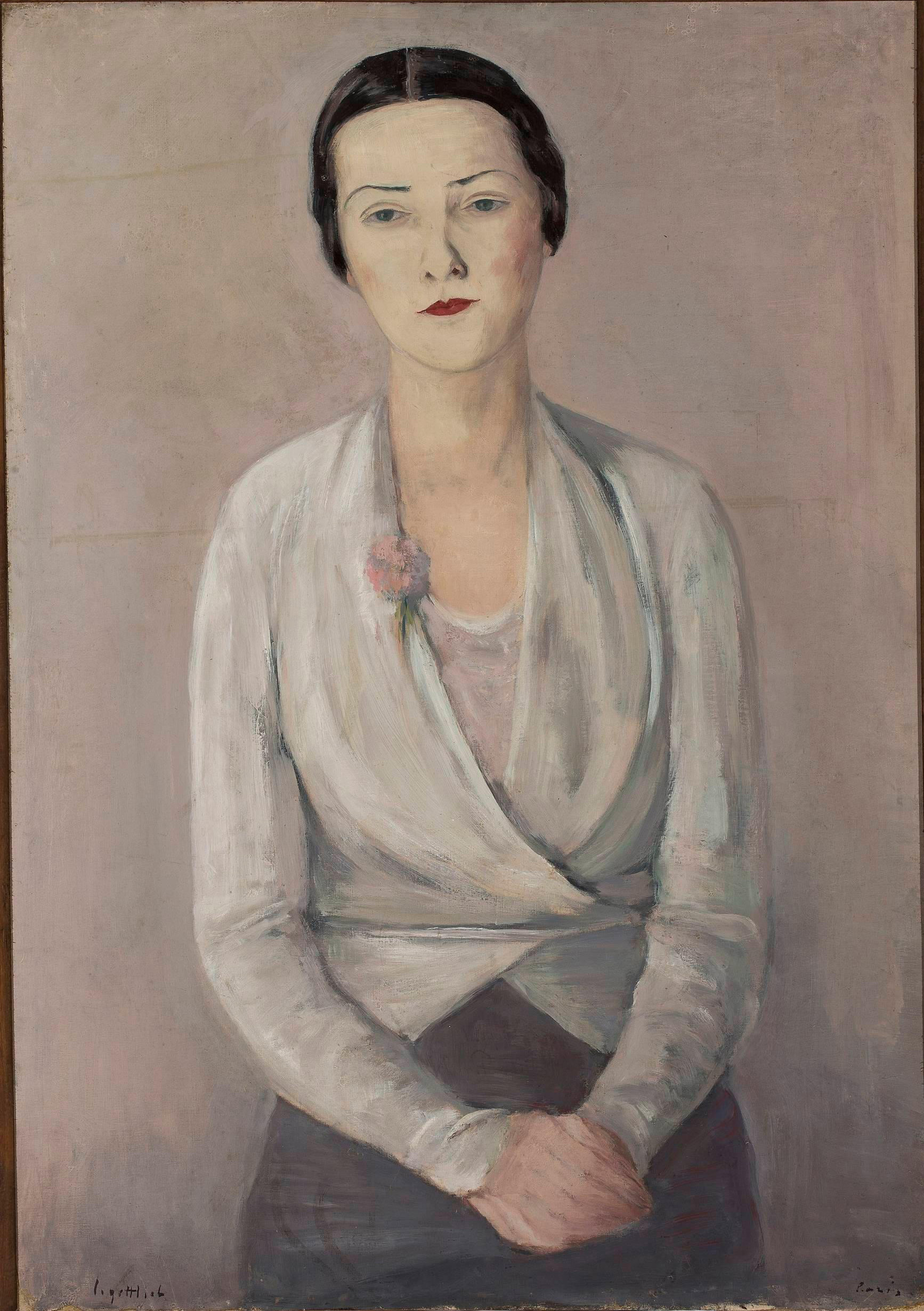
Leopold Gottlieb, Portret pani Błeszyńskiej, 1934, Muzeum Narodowe w Warszawie

Leopold Gottlieb (ur. 3 czerwca 1879 w Drohobyczu, zm. 24 kwietnia 1934 w Paryżu) – polski malarz.

## Życiorys
Pochodził z utalentowanej artystycznie rodziny. Był najmłodszym bratem malarza Maurycego, urodził się w rodzinie zasymilowanego przemysłowca żydowskiego pochodzenia. W latach 1896–1902 studiował w krakowskiej ASP u Jacka Malczewskiego i Teodora Axentowicza. Po zakończeniu nauki opuścił Kraków i udał się do Monachium, gdzie kopiował dzieła holenderskie w Starej Pinakotece. W 1904 r. zamieszkał na stałe w Paryżu.
Był pomysłodawcą powstania w roku 1905 krakowskiej Grupy Pięciu, w skład której weszli Wlastimil Hofman, Mieczysław Jakimowicz, Jan Rembowski i Witold Wojtkiewicz. Razem z Grupą Pięciu wystawiał swoje prace w Krakowie, Lwowie, Wiedniu, Berlinie i Warszawie. W 1906 r. wyjechał do Jerozolimy, gdzie objął katedrę malarstwa w Szkole Sztuki i Rzemiosła Bezalel. Po powrocie do Paryża w 1908 r. przebywał w kręgu artystów i krytyków Montparnasse'u. Jego prace promowali Adolf Basler i André Salmon, przyjaźnił się również z Melą Muter. Wystawiał swoje obrazy podczas paryskich Salonów, Jesiennego i Niezależnych, oraz Société Nationale des Beaux Artes i Tuileries. Brał udział w wystawach organizowanych przez wiedeńską Secesję. W 1912 r. w mieszczącej się w Barcelonie Galeries Jose Dalmau miała miejsce ekspozycja sztuki polskiej, Gottlieb brał w niej udział jako malarz polski. W tym samym roku Towarzystwo Przyjaciół Sztuk Pięknych we Lwowie zorganizowało pierwszą indywidualną wystawę twórczości Leopolda Gottlieba.
W październiku 1914 r. przybył do Krakowa, gdzie wstąpił do Legionów Polskich, służył w tzw. Pułku Piłsudskiego. W późniejszym czasie przeniesiono go do 1 Brygady, od połowy roku 1915 walczył w 5 pułku piechoty I Brygady legionów, dowodzonej przez Józefa Piłsudskiego. Zajmował się wtedy m.in. dokumentacją rysunkową wojskowego życia będąc malarzem urzędowym. To wówczas wykonał ponad tysiąc portretów żołnierzy i oficerów, malował sceny militarne oraz z codziennego życia Legionistów, tworzył również grafiki i litografie. Po raz pierwszy twórczość związaną z Legionami pokazał na zorganizowanej w 1917 r. w Lublinie wystawie, większość obiektów wydano w formie tzw. Teki Legionów. Rozkazem nr 281 Komendy Legionów Polskich z 24 marca 1917 roku został mianowany tytularnym chorążym.
Od 1917 r. do 1919 r. wystawiał razem z grupą Ekspresjonistów Polskich, tworzoną przez formistów. Po zakończeniu wojny artysta zamieszkał w Polsce, ale przed rokiem 1920 przeniósł się do Wiednia, a następnie do Niemiec. Mimo przeprowadzki do Niemiec, a w 1926 r. do Paryża, od roku 1920 do roku 1930 należał do działającego w Wiedniu Hagenbundu. W Paryżu wystawiał w Galerie aux Quatre Chemins (1927), Galerie d'Art de Montparnasse (1928), Bonaparte (1930) i Galerie Zak (1934). W latach 1929–1930 wystawiał razem z twórcami zrzeszonymi w Stowarzyszeniu Artystów Polskich „Rytm”.

## Ordery i odznaczenia
- Krzyż Oficerski Orderu Odrodzenia Polski (pośmiertnie, 11 listopada 1934)[4]